# 毛占彪
毛占彪（1962年7月—），青海省民和县人，中华人民共和国政治人物。

## 生平
1962年7月，毛占彪出生在青海省民和县（今民和回族土族自治县）。
1978年10月，毛占彪到海西蒙古族藏族自治州都兰县汽车队工作。次年9月，毛占彪成为都兰县民贸局的秘书。1984年4月，毛占彪成为中共都兰县委办公室秘书，期间于1984年12月加入中国共产党。1986年5月，毛占彪出任共青团都兰县委副书记。1987年9月，毛占彪调回中共都兰县委办公室，先后担任副主任、主任。1992年1月，毛占彪出任共青团海西蒙古族藏族自治州委副书记，次年10月正式晋升书记。
1995年6月，毛占彪调到中共海西蒙古族藏族自治州委办公室，先后担任主任、秘书长、常务委员、中共德令哈市委书记。2006年11月，毛占彪转任海西蒙古族藏族自治州人民政府副州长，2008年1月转任副秘书长。2011年5月，毛占彪调任青海省国资委党委副书记、副主任、青海省经委党组成员。2013年5月，毛占彪调任青海省安全生产监督管理局局长、党组书记。2017年8月，毛占彪转任青海省交通运输厅党组书记、厅长。2020年10月，毛占彪成为青海省人民政府的一名参事。

### 落马
2024年7月5日，毛占彪涉嫌严重违纪违法，主动投案，接受青海省纪委监委纪律审查和监察调查。其同事中共德令哈市委常务副书记王昌国也在同日主动投案接受调查。